# Le Petit Bougnat
Le Petit Bougnat è un film del 1970 diretto da Bernard Toublanc-Michel.

## Trama
Finalmente arriva il tanto atteso giorno della partenza per il campo estivo. Bougnat Incontra nel campo estivo Rose ed entrambi cercano di scappare.